# Charles Planckaert
Charles Planckaert, né à Tourcoing le 4 février 1861 et mort à Panazol le 12 janvier 1933, est un architecte français.

## Biographie
Charles Planckaert est élève de Louis-Jules André et Victor Laloux à l’École nationale des beaux-arts. Il est diplômé le 23 décembre 1887.
Il commence sa carrière à Paris, il eut pour élève Édouard Delabarre. Puis il travaille à Limoges et La Rochelle comme architecte de la ville. Il est réputé avoir lancé en 1889, après avoir chanté la Chanson du pompier, la ballade du Rougevin.
Il est sélectionné pour édifier la Bourse et de la Poste de Tourcoing. Cet immeuble est désormais classé monument historique.
Il s’installe ensuite à Limoges. En 1891, il épouse Jeanne Élisa Godefroy, sœur de son camarade de classe Jules Godefroy et fille de l’architecte Alexandre Godefroy.
Adjoint à la mairie de Limoges entre 1906 et 1912, section travaux publics, il présente le projet de reconstruction de la Gare des Bénédictins en 1910.
Il est enterré au Cimetière de Louyat à Limoges.

## Principales réalisations
- Fin du XIXe siècle, musée Bonnat-Helleu, musée des Beaux-Arts de Bayonne ouvert en 1901[5] ;
- Dans les premières années du vingtième siècle, La chambre de commerce, le casino et l’immeuble des grands magasins au 30 boulevard Carnot à Limoges[6] ;
- Musée d'art et d'archéologie du Périgord, entre 1895 et 1898 ;
- Hôtel des postes et chambre de commerce de Tourcoing en 1903-1906[7] ;
- 1912, école primaire de Saint-Léonard-de-Noblat avec Alfred Crouzillard[8].